# Невар Сергій Федорович
Сергій Федорович Невар — старший солдат Збройних Сил України, учасник російсько-української війни, що загинув у ході російського вторгнення в Україну в 2022 році.

## Життєпис
Сергій Невар народився 16 листопада 1986 року в селі Тоболи (з 2020 року — Прилісненської сільської територіальної громади) Камінь-Каширського району на Волині. Після закінчення загальноосвітньої школи в рідному селі пішов на військову службу до ЗСУ. Потім деякий час працював охоронцем у Маневицькій колонії. З 2014 року брав участь у війні на сході України, був учасником АТО. З початком повномасштабного російського вторгнення в Україну був мобілізований та перебував на передовій. Військову службу проходив у складі 92-ої окремої механізованої бригади імені кошового отамана Івана Сірка, перебував у самому епіцентрі війни, на перших позиціях фронту на Харківщині. Сергій Невар загинув 27 квітня 2022 року поблизу села Сороківка на Харківщині в результаті вогнепального поранення. Поховали Сергія Невара у рідному селі 1 травня 2022 року.

## Родина
Сергій Невар залишився без матері, яка загинула у ДТП, коли йому було 15 років. Він був найстаршим із трьох дітей. Дітей виховував їх батько.

## Ушанування пам'яті
30 квітня, 1 та 2 травня 2022 року в Прилісненській сільській громаді були оголошені скорботними днями у зв'язку із загибеллю Сергія Невара.

## Нагороди
- Орден «За мужність» III ступеня (2022, посмертно) — за особисту мужність і самовіддані дії, виявлені у захисті державного суверенітету та територіальної цілісності України, вірність військовій присязі[4].